# Paradise Oskar
Axel Ehnström (Kirkkonummi, Finlandia; 23 de octubre de 1990), más conocido como Paradise Oskar, es un cantautor finés que representó a su país en el Festival de la Canción de Eurovisión 2011 con «Da Da Dam», una canción de un chico que desea salvar el planeta.
La familia Ehnström pertenece a la minoría suecófona de Finlandia y Axel se puso Paradise Oskar en honor a un personaje de Astrid Lindgren.
Paradise Oskar estudia pop y jazz actualmente en el Instituto musical de Helsinki. 

## Discografía

### Álbumes de estudio
| Álbum        | Detalles del Álbum                                                                                      | Mejores posiciones en listas |
| Álbum        | Detalles del Álbum                                                                                      | FIN                          |
| ------------ | --- | ---------------------------- |
| Sunday Songs | - Fecha de Lanzamiento: 2 de mayo de 2011 - Discográfica: Warner Music - Formatos: CD, Descarga digital | 4                            |

### Sencillos
| Año  | Sencillo          | Mejores posiciones en listas | Mejores posiciones en listas | Mejores posiciones en listas | Álbum        |
| Año  | Sencillo          | FIN                          | AUT                          | GER                          | Álbum        |
| ---- | ----------------- | ---------------------------- | ---------------------------- | ---------------------------- | ------------ |
| 2011 | "Da Da Dam"       | 6                            | 64                           | 46                           | Sunday Songs |
| 2011 | "Sunday Everyday" | —                            | —                            | —                            | Sunday Songs |